# Paul Stupar
Paul Stupar (Pisino, 27 dicembre 1866 – Vienna, 26 gennaio 1928) è stato un ammiraglio austro-ungarico.

## Biografia

### I primi anni
Stupar nacque nel 1866 a Pisino, in Istria, da Jacobus (Jakov) Stupar e Maria Camus. Fu battezzato con il nome di Paulus Ioannes Stupar. Il padre di Stupar era un ufficiale al tribunale distrettuale di Pisino. Entrò nell'Accademia Navale di Fiume nel 1882, ottenendo il suo diploma quattro anni dopo. Iniziò dopodiché la sua carriera nella marina austro-ungarica.
Nel 1898 fu parte, in qualità di Korvettenkapitän (Capitano di corvetta), della commissione per un test antincendio per testare il nuovo estintore francese Labbe e l'americano Hand Grenade extinguishers, oltre che la capacità ignifuga della nuova preparazione ignifuga di Eberhardt. L'esperimento ebbe luogo tra il 19 e 20 settembre 1898.
Entro il 1901 aveva ottenuto la promozione a Linienschiffsleutnant (Tenente di bordo). Con questo grado, fu istruttore all'Accademia Navale di Fiume dal 1901 al 1904. Suo fratello Anthäus fu anch'egli istruttore in questa accademia dal 1903 al 1914.

### Retroammiraglio

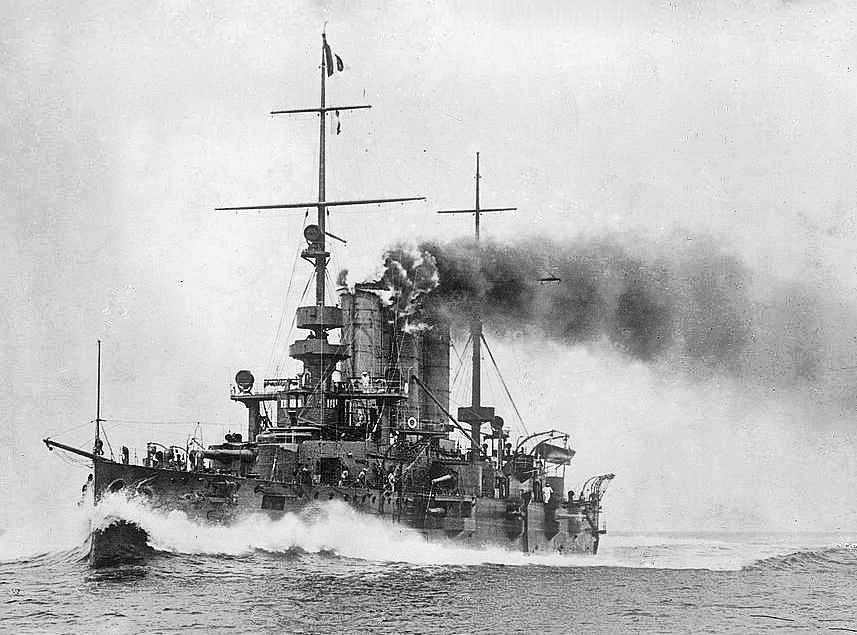
La SMS Erzherzog Friedrich, comandata da Stupar nel 1917, durante la Prima guerra mondiale

Nel 1907 egli divenne comandante della posamine SMS Salamander a Pola, e nel 1910 divenne il comandante della torpediniera SMS Satellit. Promosso al rango di Capitano di fregata, venne nominato comandante dell'incrociatore leggero SMS Aspern, con cui partecipoò al blocco navale del Montenegro nella primavera del 1913. Lo scopo del blocco, eseguito da uno squadrone multi-nazionale di navi ai danni del Montenegro, era impedire che rinforzi e provviste montenegrine raggiungessero la costa albanese. Il blocco fu inizialmente esteso da Antivari allo sbocco del fiume Drin, nelle vicinanze di San Giovanni di Medua, ma già un paio di settimane dopo fu esteso fino a Durazzo. Pressata dal blocco, la Serbia ritirò le sue truppe da Scutari, che poté quindi essere occupata dagli alleati.
Completato con successo il blocco del Montenegro, nell'agosto dello stesso anno Stupar divenne il comandante dell'incrociatore corazzato SMS Sankt Georg, comandandolo fino all'ottobre dello stesso anno. Nel marzo del 1914 divenne il comandante della corazzata policalibro SMS Babenberg.
Durante la Prima guerra mondiale, fu, con il grado di comandante di corazzata, comandante dei depositi di Sebenico, ruolo che assunse nell'agosto del 1914. Nel 1917 comandò la corazzata SMS Erzherzog Friedrich, e il primo maggio 1918, nella fase finale della guerra, fu promosso a contrammiraglio (ovvero Konteradmiral, retroammiraglio).

### Gli ultimi anni
Prima della sua morte prematura, Stupar fu insignito di due croci al merito militare. Morì nella capitale austro-ungarica di Vienna il 26 gennaio 1928.